# Élection présidentielle de 1853 en Nouvelle-Grenade
L'élection présidentielle colombienne de 1853 au suffrage indirect s'est tenue en République de Nouvelle-Grenade le 1er avril 1853 pour élire le nouveau président de la République après la fin du mandat du libéral José Hilario López.   

## Contexte
Le 21 mai 1851, le gouvernement libéral décide de l'abolition de l'esclavage. Les grand propriétaires terriens et les esclavagistes se révoltent alors, soutenus par les conservateurs. Le 10 septembre 1851, les conservateurs sont finalement vaincus. Les libéraux au pouvoir sortent renforcés politiquement de ces affrontements et le train de réformes engagé peut continuer, notamment par l'adoption d'une nouvelle constitution en 1853.

## Résultats

### Président de la République
| Candidats | Candidats         | Premier tour | Premier tour |
| Candidats | Candidats         | Votes        | %            |
| --------- | ----------------- | ------------ | ------------ |
|           | José María Obando | 1,548        | 77,09        |
|           | Tomás de Herrera  | 460          | 22,91        |
| Total     | Total             | 2,008        | 100          |

### Élection du Vice-président
| Candidats | Candidats              | Premier tour | Premier tour | Second tour | Second tour |
| Candidats | Candidats              | Votes        | %            | Votes       | %           |
| --------- | ---------------------- | ------------ | ------------ | ----------- | ----------- |
|           | Manuel María Mallarino | 42           | 48,9         | 43          | 51,2        |
|           | José de Obaldía        | 26           | 31,7         | 41          | 48,8        |
|           | Tomás de Herrera       | 16           | 19,4         |             |             |
| Total     | Total                  | 84           | 100          | 84          | 100         |